# Поцелуй (картина Климта)
«Поцелуй» (нем. Der Kuss), первоначальное название «Влюблённые» (нем. Liebespaar), — картина австрийского художника Густава Климта. Написана в 1908—1909 годах, считается ключевым произведением «золотого периода» в творчестве художника. Выполненная золотом картина, следующая традициям византийской мозаики и иконописи, часто именуется «монументальной иконой». «Поцелуй» — одно из самых популярных произведений Климта и живописи австрийского модерна благодаря активному репродуцированию.
Ещё под названием «Влюблённые» и в незаконченном виде картина впервые демонстрировалась на Венской художественной выставке в 1908 году и сразу привлекла огромное внимание и вызвала восхищение её посетителей. Густав Климт был одним из организаторов выставки, на которой под его произведения был отведён отдельный зал № 22, прозванный Петером Альтенбергом «церковью современного искусства имени Густава Климта». «Поцелуй» на выставке выступал панданом к «Трём возрастам женщины». Комиссия имперского министерства культуры и образования непосредственно во время выставки приняла единогласное решение о приобретении этого полотна Климта для недавно созданной в Нижнем Бельведере Современной галереи, ныне галереи Бельведер. Публицистка Берта Цукеркандль в газете Wiener Allgemeine Zeitung прокомментировала это решение: «Наконец-то было исправлено непостижимое упущение. Наконец-то ликвидирован почти невероятный факт, что Современная галерея Австрии не владела репрезентативным произведением величайшего мастера». Заоблачная цена в 25 тыс. крон, по некоторым предположениям, включала компенсацию за несправедливый для художника финал истории с «факультетскими картинами». Приобрести «Поцелуй» для Пражской национальной галереи намеревалась и заседавшая 29 июня 1908 года на выставке художественная комиссия немецкой секции современной галереи Королевства Богемии. Доработка картины заняла у Климта целый год: «Поцелуй» поступил в фонд галереи 22 июня 1909 года. Климт переделал цветочную лужайку в левой нижней части полотна и орнамент на одеяниях, а также устранил анатомическую ошибку — удлинил голени стоящей на коленях женщины.
Картина написана на грунтованном цинковыми белилами холсте квадратного формата размером 180 х 180 см масляными красками. Художник также использовал золотую фольгу (область фигур персонажей); золотую краску (эмульсию золотого порошка); серебро; платину; свинец; сусальное золото (медь), покрытое глазурью (задний план). Полотно принадлежит к периоду творчества Климта, названному «золотым»: в это время художник много работал с цветом золота и использовал в своих произведениях настоящее листовое сусальное золото. Популярность картин этого времени, и «Поцелуя» также, связана не в последнюю очередь с их ярко выраженной декоративностью, обусловленной в том числе широким применением этого материала.
Золото на картине «Поцелуй» является не просто материалом для оформления фона, оно играет главную роль в характеристике персонажей — золото использовано в оформлении их одежды. Климт такой подход мог позаимствовать у Фернана Кнопфа из его монохромной работы «Фимиам». Ещё больше золотые одежды в «Поцелуе» напоминают русские иконы в окладах из драгоценного металла, завораживающие напряжённым контрастом между написанными красками пластичными участками личного письма (открытых частей тела) и слегка рельефной, скупо украшенной цветными камнями металлической поверхностью.

## Описание
На картине изображены слившиеся в объятии мужчина и женщина на краю усыпанного цветами луга над обрывом. Женщина стоит на коленях, её плечи подняты, левая рука прижимает к себе правую руку мужчины, а правой она обнимает его за шею. Откинутая назад голова рыжеволосой женщины в цветочном венке опирается на левую руку мужчины, её лицо обращено к зрителю. Черноволосый мужчина в венке из зелёного плюща нежно целует женщину в правую щёку, его правая ладонь бережно поддерживает её лицо. Его лица почти не видно, а его фигуру скрывает тяжело ниспадающее длинное золотое одеяние, и поэтому нельзя однозначно сказать, стоит ли он тоже на коленях или только наклонившись. Сияющие золотом одежды пары облекают её, словно кокон, и различить их тела можно только по узорам их одежд: цветочным, круглым и разноцветным — у женщины и прямоугольным, чёрно-белым — у мужчины. Лицевая сторона одеяния мужчины, которым он накрывает возлюбленную, декорирована чёрными и белыми прямоугольниками, его изнанка украшена спиралевидным узором, словно вторящим кольцу объятия. Головы и руки персонажей, написанные Климтом в другой манере, резко выделяются на фоне условно-плоскостного окружения. С правой стороны луг внезапно обрывается в пустоту, и стопы девушки, стоящей на коленях, повисают над ней. Над головами влюблённых ореолом сияет золотая арка на золотом звёздном небе. Коленопреклонённая пара расположена на полотне так, что почти упирается в верхний срез картины.
Цветочный луг, позволивший Климту отстранить протагонистов «Поцелуя» от реальности, уже был использован художником в «Подсолнухе», а также в «Золотом рыцаре». Утёс, на котором находятся влюблённые, Климт мог видеть на картине «Торговцы льдом» Карла Медица на выставке «Хагенбунда» в 1902 году. Утёс также может быть берегом озера у виллы «Олеандер» в Каммере на Аттерзе, и тогда сферический золотой фон — это гладкая поверхность Аттерзе утром или вечером.
Изображённое на картине имеет самые разнообразные интерпретации. Некоторые исследователи усматривают сексуальную символику не только в положении персонажей, но и в декоре картины. Американский историк искусства Аллесандра Комини указывала, что взаимное влечение мужчины и женщины, грядущий апогей их страсти представлены в виде совмещения прямоугольных и округлых деталей орнамента. Американский психиатр, нейробиолог и биохимик Эрик Кандель, также отмечал, глубокую символичность работы венского художника, ставшей кульминацией увлечения Климта «двухмерностью и орнаментированием», а стилизация позволила передать любовное желание героев. По мнению учёного, эротическая символика представлена на одежде запечатлённых фигур и на земле богато усыпанной цветами: «Прямоугольники на одежде мужчины, символизирующие сперматозоиды, сочетаются с символизирующими женскую плодовитость яйцевидными и цветочными узорами на платье. Эти два поля символов сливаются на золотой ткани». В противоположной трактовке австрийских климтоведов из галереи Бельведер только на первый взгляд влюблённые на картине в эротических объятиях соединились в экстазе. Если присмотреться, в картине нет ни эротики, ни экстаза, на ней изображены два близких друг другу человека, знающих друг друга всю жизнь, а их объятья — это метафора доверия, заботы и симбиоза. Но такая любовь означает отречение. Климт демонстрирует эту мысль, изображая Эмилию сиреной. С сиренами, обольстительными и опасными существами, мужчина может выжить, если только будет им сопротивляться. Климт хорошо знает о необходимости и цене отречения. Эмилия была его возлюбленной недолго, но навсегда осталась в его жизни, став для него семьёй, а после смерти матери художника заменила её.

## Сюжет в изобразительном искусстве и творчестве Климта

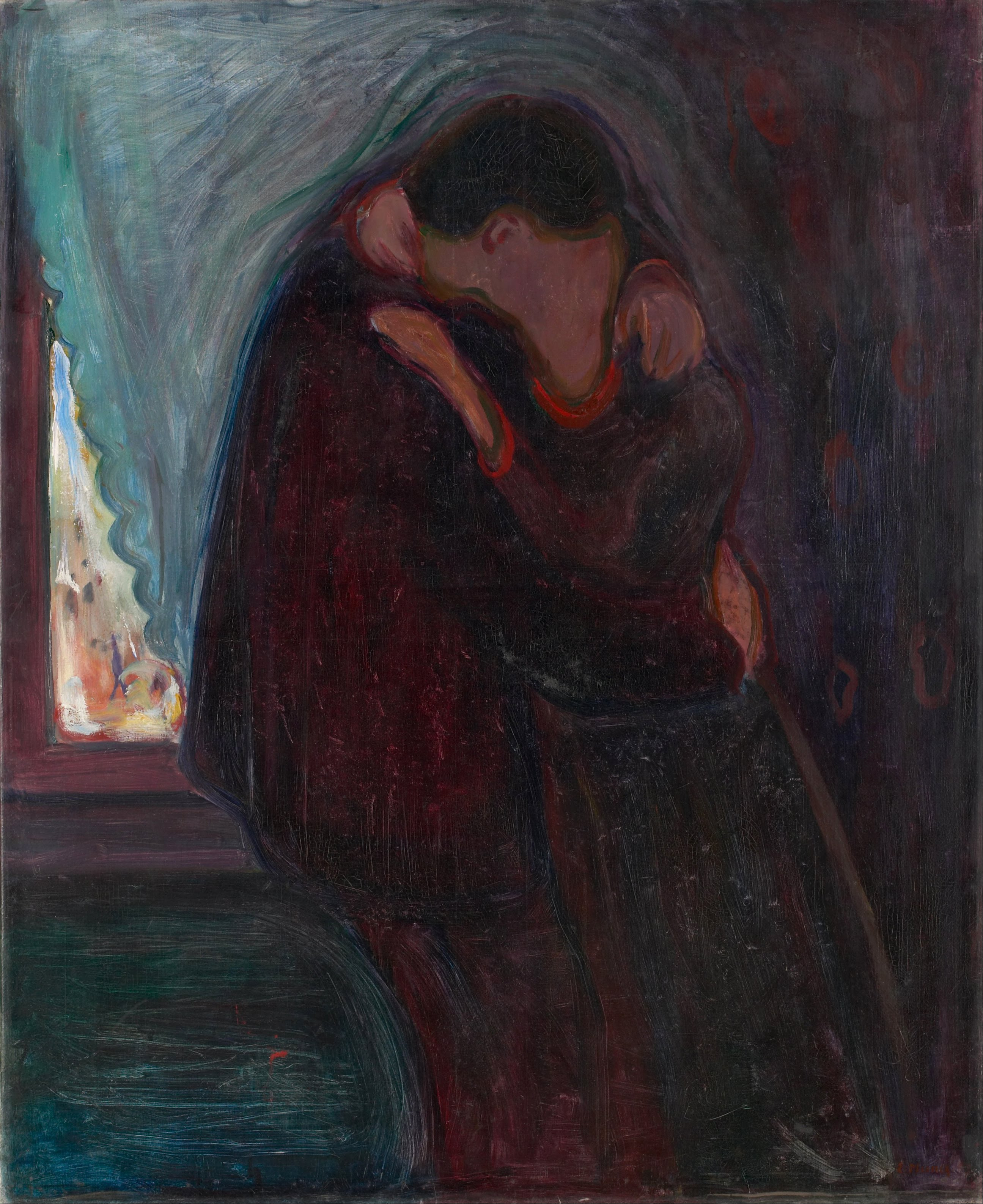
Эдвард Мунк. Поцелуй. 1892

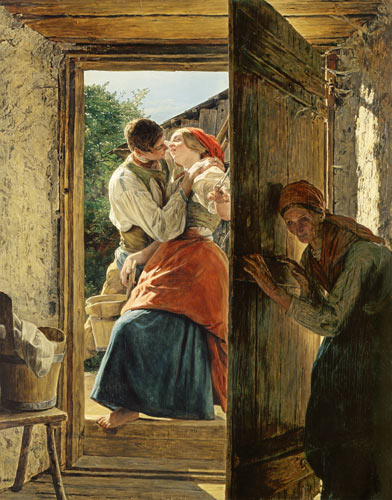
Фердинанд Георг Вальдмюллер. Любовный сюрприз. 1858

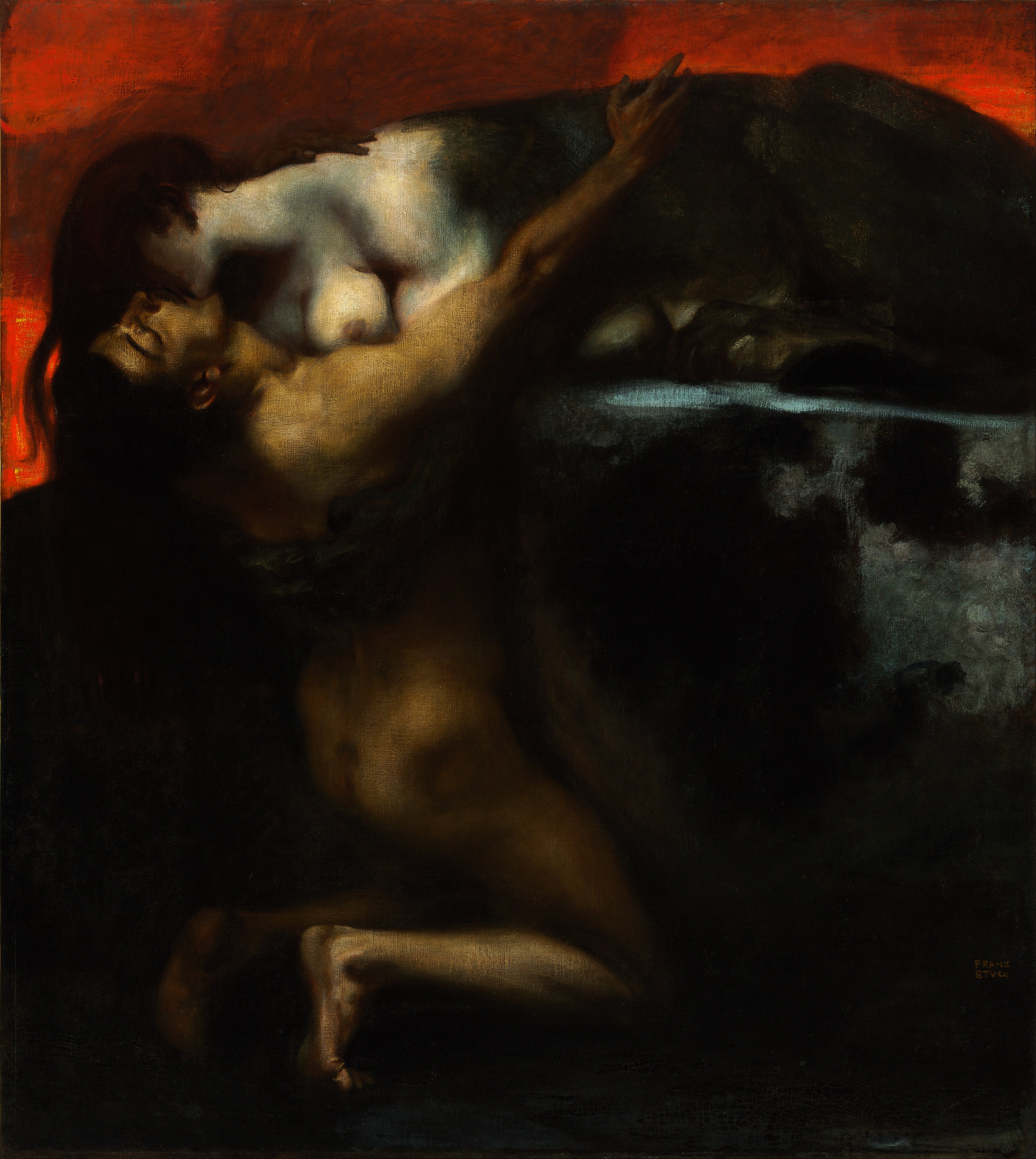
Франц фон Штук. Поцелуй Сфинкса. 1895

До «Поцелуя» Климт, «дамский художник», уже не раз обращался к теме влюблённой целующейся пары. Ещё в 1895 году он написал картину для серии репродукций «Аллегории и эмблемы» венского издательства Gerlach & Schenk, задуманной в образовательных целях. Небольшое полотно исполнено в традиционной и приемлемой для широкой публики манере, прямо противоположной всему тому, что в скором времени станет основой творчества художника. Однако в эту идиллическую сцену, словно взятую из сентиментального романа, вторгаются тревожные предзнаменования — над влюблёнными витают странные призраки, а распустившиеся розы символизируют кратковременность всего сущего. В центре многострадальной факультетской «Философии» изображена крепко обнявшаяся пара, пытающаяся противостоять неизбежному течению жизни.
Климту был хорошо знаком популярный в последние десятилетия XIX века мотив целующейся пары в самых разных вариациях. Возможно, на монументальную икону «Поцелуй» художника вдохновили работы на эту тему Эдварда Мунка. Из австрийских художников Климт высоко ценил Фердинанда Георга Вальдмюллера, который обратился к теме поцелуя в 1858 году в картине «Любовный сюрприз». Через год знаменитую сцену с целующимися влюблёнными написал под влиянием Антонио Кановы романтик Франческо Айец. Работы французского скульптора Огюста Родена участвовали в первой выставке Венского сецессиона в 1898 году. В «Поцелуе» ощущается влияние скульптурной группы с кентавром и обращённой к нему молодой женщины у левого пилястра роденовских «Врат ада». Возможно, Климта также вдохновили «Вечный идол» (1884) и «Вечная весна» (1889). Последнюю скульптурную пару Роден не раз повторит позднее, в том числе в 1888—1889 годах в полный рост из белого каррарского мрамора под первоначальным названием «Франческа да Римини», а затем «Поцелуй». Влюблённые у Родена изображены в динамичном движении друг к другу в момент перед первым поцелуем, когда их руки и тела уже коснулись, а губы — ещё нет. Возможно, что Климт позаимствовал поцелуй Франчески с Паоло Малатестой без касания губ у Энгра. Вероятно благодаря работам Родена Климт пришёл к собственному решению о идеализированной «вечной» любви. Как Роден в большей части своих творений видел себя в образе влюблённого мужчины, так и Климт ставит себе задачу изобразить самого себя в мужском образе, но при этом с почти скрытым лицом, как в сценах «Объятия» в «Бетховенском фризе» и «Упоение» во фризе Стокле. Моделью для женского образа у Родена была Камилла Клодель, Климт придал влюблённой на своей картине черты Эмилии Флёге. Алис Штробль удалось на основе эскиза из альбома Климта 1917 года однозначно доказать, что Климт в картине «Поцелуй» увековечил самого себя вместе со своей музой, которую он анонимизировал, изменив цвет волос. Поскольку характер отношений между Климтом и Флёге однозначно так и не определён, представляется важным уточнить, что Климт избрал темой этой картины не поцелуй, как у Родена или Мунка, он выносит на первый план не эротический аспект, экстаз и страсть, а нежные объятия в качестве метафоры желанных переживаний. Влюблённые полностью одеты, Климт облачён в свой привычный просторный рабочий халат до пят, который он обычно носил на Аттерзе, но стилизованный и украшенный «мужским» прямоугольным орнаментом. Только широкий вырез, открывающий мускулистую шею художника, и выделяющийся на золотом фоне силуэт мужского тела позволяют распознать этот предмет одежды как таковой. Платье Эмилии, предпочитавшей на отдыхе реформенные платья, на картине плотно прилегает к телу и украшено волнистыми линиями, овальными элементами и цветами.
Для раскрытия темы отношений полов в творчестве Климта немаловажное значение имеют литературные источники. В «Поцелуе» Климт прорабатывает хотя и на дальнем плане мотив «Лорелей» Генриха Гейне, который рассматривается как архетипический в теме борьбы полов, постулируемой преимущественно с мужской стороны. В частности, Гейне вдохновил французского художника Гюстава Моро на создание картины «Эдип и Сфинкс», которая была безусловно знакома Климту. Мраморный сфинкс, одновременно пугающее и привлекательное существо с телом и когтями льва, но с женской головой и грудью, превращается в женщину, которая заставляет Эдипа поцеловать себя. Поцелуй действует на Сфинкса как афродизиак, его чувства просыпаются, и в дикой страсти он бросается на молодого человека и разрывает его тело своими когтями, а Эдип испытывает при этом «болезненное удовольствие» или «сладкую пытку». Немецкий скульптор Кристиан Беренс также создал произведение на тему судьбоносной встречи Эдипа и Сфинкса по Гейне, даже с цитатой из третьего издания сборника «Книга песен». Высоко ценимый Климтом Франц фон Штук запечатлел в своей работе «Поцелуй Сфинкса» скандальный для своего времени момент половых отношений.
Австрийский экспрессионист Эгон Шиле в ранний период творчества, ещё до того, как выработал свой индивидуальный стиль, находился под сильным влиянием манеры Климта, но постепенно сумел освободиться от неё. В 1912 году Шиле написал сатирическую картину «Кардинал и монахиня» («Ласка»), пародирующую произведение своего старшего коллеги. Незаметное с первого взгляда сходство обнаруживается у «Поцелуя» с картиной Фредерика Лейтона «Рыбак и сирена: Из баллады Гёте». В этом небольшом по размеру и нетипичном для него эротичном произведении Лейтон обращается не к мифу о сиренах из двенадцатой песни «Одиссеи» Гомера, а к лирической сказке Гёте «Рыбак». В чопорной Англии Лейтон таким названием пытается обойти жёсткую критику. На картине сирена крепко обнимает и прижимает к себе полностью находящегося в её власти смуглого юношу, соскальзывая в несущую смерть воду. В картине привлекает внимание обращённость друг к другу двух лиц и выбранный художником напряжённый момент непосредственно перед желанным и обольстительным и решающим судьбу рыбака поцелуем.

## В культуре

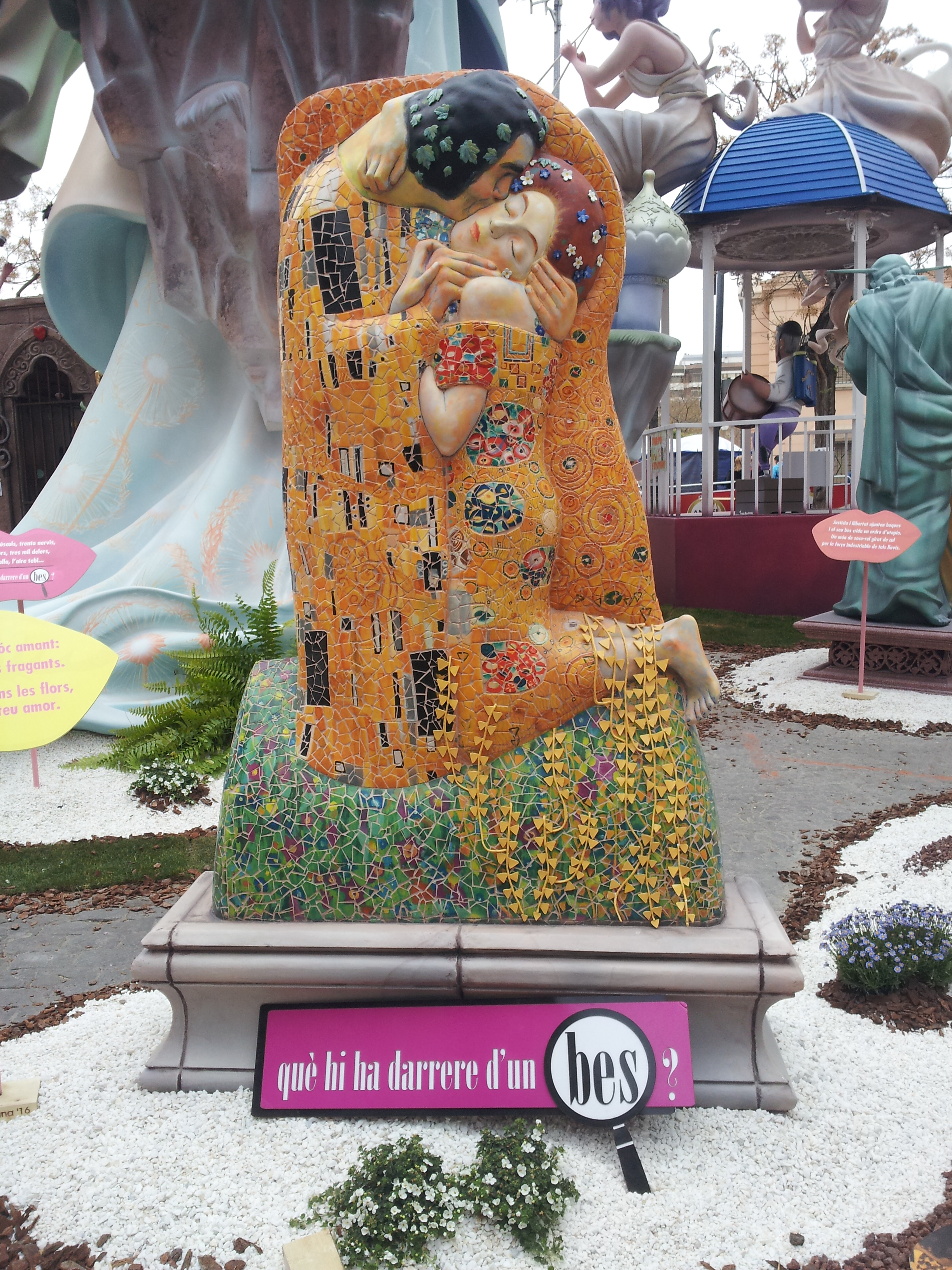
Скульптурная репродукция «Поцелуя» на Фальяс в Валенсии. 2016

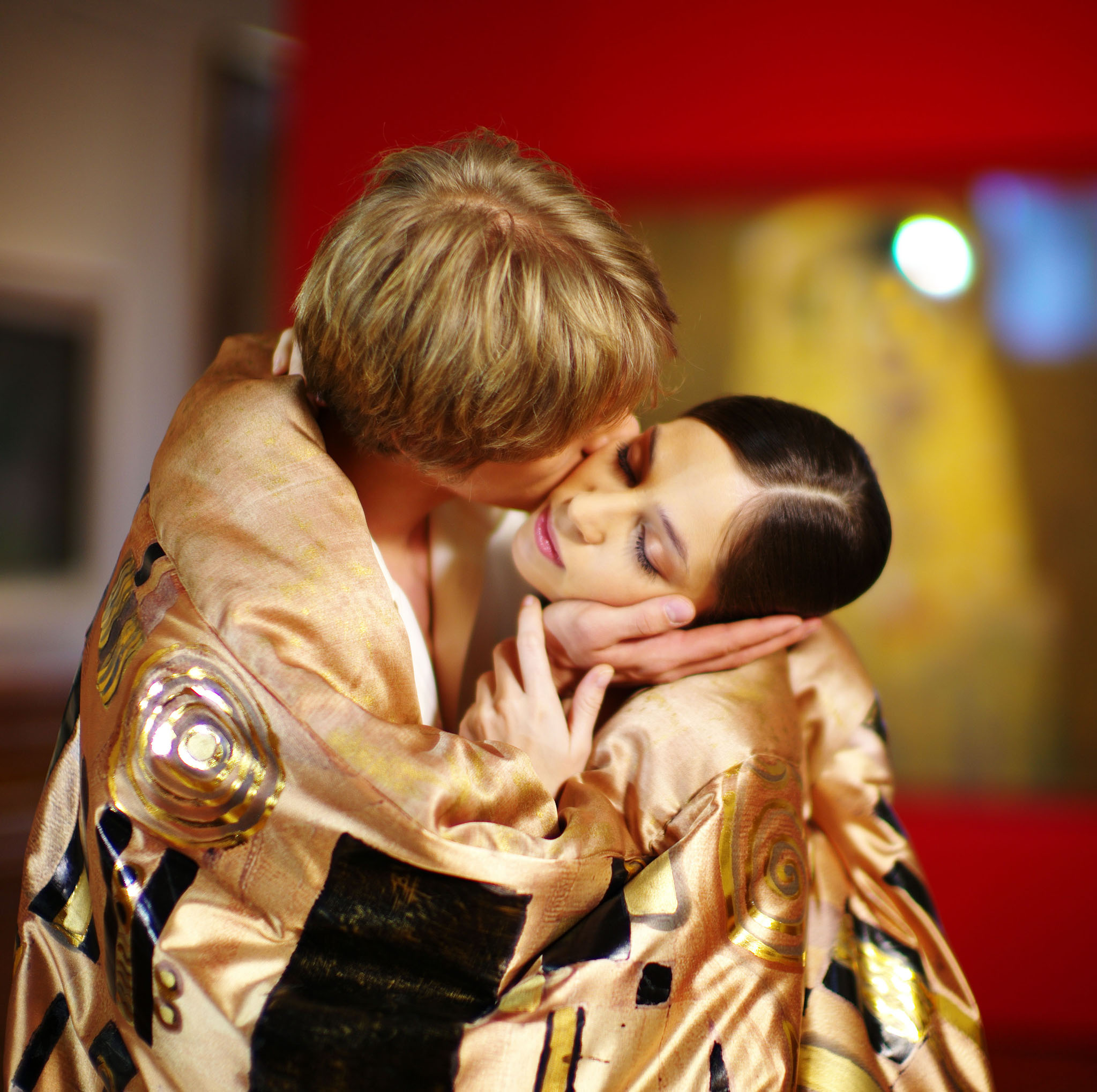
Живая картина «Поцелуй» в исполнении танцовщиков Венской государственной оперы Марии Яковлевой и Кирилла Курлаева в новогоднем концерте Венского филармонического оркестра. 2012

Картина «Поцелуй» в постмодернистскую эпоху стала стилизованным символом любви, и этот символ активно используется для привлечения потребителей. Необычный яркий сюжет картины выхолащивается до любовного символа, вытесняя глубокую идею произведения. Репродукции климтовского «Поцелуя» разного качества можно встретить по всему миру как в элегантных интерьерах гостиных среднего класса, так и над кроватями в студенческих общежитиях. Картина «Поцелуй» увековечена в тысячах копий, и не только на репродукциях, но и предметах быта: кофейных чашках, очечниках, галстуках и сумках, карандашах, блокнотах, зонтах, футболках и шейных платках и даже попонах для собак. Образы с картины «Поцелуй» украшают товары, не имеющие отношения ни к самому художнику, ни к его творчеству. Товар с «Поцелуем» приобретают из утилитарного желания получить удовольствие от диковинной вещицы. По мнению А. Вайдингера, популярность и массовость репродукций произведений Климта и в частности «Поцелуя» также объясняется использованным в них золотом: люди любят золото, их привлекает его вид, а в работах Климта чувствуется, что художник хотел создать нечто драгоценное.
Не в последнюю очередь благодаря «Поцелую» художник превратился в торговую марку, но ассортимент такой сувенирной продукции «с Климтом» скатывается в китч. Об опасном заразном поветрии бездушного копирования Климта — «климтизации» — предупреждал ещё при жизни художника искусствовед Людвиг Хевеши. В 2012 году Музей города Вены проводил в социальных сетях акцию, обличавшую самые ужасные образцы климтомании. Беспощадный маркетинг творчества Климта, по мнению климтоведа Отмара Рихлика, свидетельствует о том, что предмодерн стал отвечать самым усреднённым вкусам: на стене, где раньше над диваном висел гобелен с трубящими оленями, теперь висит постер с «Поцелуем», «Маковым полем» или «Данаей» Климта.
В День святого Валентина Бельведер предлагает влюблённым парам специальные входные билеты, включающие бокал шампанского и возможность поцеловаться на фоне картины, и разыгрывает свадебный пакет с государственной регистрацией брака в Бельведере или венчанием в часовне при нём.
В 2003 году Австрийский монетный двор выпустил золотую монету достоинством 100 евро в серии «Художественные сокровища Австрии» с фрагментом «Поцелуя» на аверсе и портретом Климта — на реверсе.
В 2005 году британская писательница Элизабет Хикей опубликовала роман «Нарисованный поцелуй», посвященный жизни Эмилии Флёге и её отношениям с Климтом.
В 2012 году, когда отмечалось 150-летие со дня рождения Густава Климта, для традиционного новогоднего концерта Венского филармонического оркестра под управлением латышского дирижёра Мариса Янсонса и в постановке итальянского хореографа Давиде Бомбаны была подготовлена запись балетного представления с па-де-де «Поцелуй» в залах Верхнего Бельведера с участием танцовщиков Венской государственной оперы.
На Елагином острове в Санкт-Петербурге установлена скульптура «Поцелуй», выполненная А. М. Таратыновым в 2015 году в рамках проекта «Ораниенбаумский эксперимент, или Спор искусств» по одноимённой картине Г. Климта.
В 2016 году в рамках проекта ЕС по обеспечению доступа в музеи людей с ограниченными возможностями по зрению на основе 3D-технологий для слепых и слабовидящих посетителей Бельведера была подготовлена и установлена тактильная картина — рельеф картины «Поцелуй» Г. Климта.
В феврале 2022 года Галерея Бельведер приступила к продаже NFT «Поцелуя», в первый день было продано 1730 из 10 тысяч токенов на сумму свыше 3,2 млн евро. Общая ожидаемая прибыль галереи ожидается в 18,5 млн евро.

## Комментарии
1. ↑  После 1900 года Климт не писал мужских лиц[9].
2. ↑  Климт использует приём сочетания двух разнонаправленных стилей: предельно реалистичного изображения (головы, руки) и уплощённой богато декорированной поверхности, что позволяет ему расширить границы художественного высказывания. Активный противник натурализма в искусстве (в его бидермейерском изводе, укоренившемся в австрийской живописи с первой трети и до конца XIX века), Климт тем не менее умело применял его достижения, но уже в собственном преломлении. Игра на контрасте, конфликт между золотой мечтой и грубой реальностью, создающий драматическое напряжение, появляется в его работах, предшествующих «золотому периоду» — «Юдифь I», «Бетховенский фриз», «Факультетские картины»[10].